# Новопокровка (Знаменский район)
Новопокровка — деревня в Знаменском районе Омской области. Входит в состав Новоягодинского сельского поселения.

## История
Основана в 1897 году, как переселенческий посёлок. В 1928 г. состояло из 94 хозяйств, основное население — белорусы. Центр Ново-Покровского сельсовета Знаменского района Тарского округа Сибирского края.

## Население
| 1926 | 2002 | 2010 |
| ---- | ---- | ---- |
| 498  | ↘3   | ↘0   |